# Mandator
El mandator (en griego: μανδάτωρ, 'mensajero'; plural μανδάτορες, 'mensajeros'), que deriva del latín y significa "mensajero", es un funcionario subordinado del Imperio bizantino medio.

## Historia y funciones
Los mandatores son un cuerpo de mensajeros para misiones especiales y están adscritos a las oficinas de todos los funcionarios militares y civiles importantes, como los strategoi themáticos, comandantes de los tagmata, logotetas u otros. Este cuerpo de mensajeros estaba dirigido por un protomandator (en griego: πρωτομανδάτωρ, "primer mandator"), un funcionario de nivel medio.
Los mandatores deben distinguirse de la dignidad honoraria de basilikos mandator (βασιλικός μανδάτωρ, que significa "mandator imperial") que era un título inferior de la corte bizantina (el cuarto desde abajo, entre los vestetor y los kandidatos), destinado a 'hombres con barba' (es decir, no eunucos). Según el Kletorologion de 899, la insignia del cuerpo era una varita roja. Junto con los otros títulos de bajo rango, a los basilikoi mandatores se les designaba con el título de basilikoi anthropoi ("los hombres del emperador") y eran dirigidos por un funcionario en particular con el título de protospatharios ton basilikon.
Tanto los simples mandatores, como los basilikoi mandatores, y los protomandatores, están atestiguados desde el siglo VII hasta el XI. Parecen haber desaparecido después. El bizantinista francés Rodolphe Guilland sugiere la idea de que fueron reemplazados por los tzaousioi.
Sin embargo, el término en sí sobrevivió en Georgia, donde 'mandaturi' ("მანდატური")) sirve como un término para las fuerzas de seguridad que sirven en el Parlamento, los tribunales y las escuelas públicas.